# Ivan Grbec
Ivan Grbec (Trieste, 23 giugno 1889 – 24 settembre 1966) è stato un compositore ed etnomusicologo italiano, appartenente alla comunità slovena in Italia.

## Biografia
Ivan Grbec nacque a Servola presso Trieste (oggi quartiere cittadino, allora villaggio periferico a maggioranza slovena), da una famiglia di contadini, nel 1889, epoca di risveglio culturale - soprattutto musicale - di questa zona dell'Impero absburgico.
Iniziò ad occuparsi di musica già a nove anni, studiando violino dal cugino Lovro Sancin, direttore del Gruppo mandolinistico servolano. Nel 1901 dovette però interrompere gli studi, per la morte del cugino.
Studiò alle scuole magistrali di Capodistria (1904 - 1908), frequentate da italiani, sloveni e croati e dove si intrecciavano diverse tensioni: quelle tra i giovani ed il conservatorismo del Governo austriaco e quelle tra le diverse nazionalità degli studenti. Facevano breccia inoltre nella coscienza studentesca le nuove idee socialiste: in quegli anni si svolsero manifestazioni socialiste e gli stessi studenti organizzarono degli scioperi, il 1º maggio 1907 e ancora nel 1908. Proprio Grbec progettò ed organizzò questo sciopero, guidò la rappresentanza studentesca dal preside e fu tra quelli che andarono a Trieste dal parlamentare Otokar Rybář e dall'avvocato Josip Vilfan  per perorare la causa degli studenti e per chiedere l'appoggio del quotidiano Edinost. A Capodistria Grbec iniziò anche lo studio sistematico della musica: violino, pianoforte, organo e canto.
Tornato a Trieste nel 1908 iniziò a insegnare: nell'anno scolastico 1908/09 nella natia Servola, poi per tre anni a Roiano e poi nuovamente a Servola, sino al 1926, quando il fascismo chiuse le scuole con lingua d'insegnamento slovena in Italia. Dal 1908 iniziò a trascrivere canzoni popolari e materiale etnografico da varie parti del Litorale austriaco (Servola, dintorni di Trieste, Scoffie, Valle del Vipacco, Postumia, ecc.), per la monumentale raccolta di canzoni popolari del dr. Karel Štrekelj. Anche dopo la pubblicazione di questa opera, Grbec continuò il suo minuzioso lavoro di raccolta etno-musicale, che venne pubblicato in volume postumo a cura di Pavle Merkù.
Negli anni 1910 - 1914 Grbec studiò sistematicamente armonia, contrappunto, fuga e analisi delle forme secondo il metodo Riemann con il maestro Alojzij Sancin e poi, fino al 1927 con il compositore Antonio Smareglia. La guerra interruppe i suoi studi, ma egli continuò a collaborare con un'orchestra.
Presumibilmente iniziò a comporre negli anni della prima guerra mondiale: la datazione più antica su un suo manoscritto risale al febbraio 1916.
Il 4 giugno 1916 andò in scena al Narodni dom l'"opera per bambini" con canto in tre atti "V kraljestvu palčkov", all'apparenza una semplice fiaba musicale, ma scritta e recepita come una evidente satira sull'autocrazia dell'Impero asburgico. Grbec ne curò le parti musicali mentre l'autore del testo fu Josip Ribičič. Si trattò di un evento di notevole rilievo, per le ovvie difficoltà dovute al periodo di guerra, ma anche per la partecipazione di quaranta bambini sul palcoscenico. Lo spettacolo ebbe grande successo, replicato quattro volte e portato anche a Lubiana. L'opera venne pubblicata nel 1922, replicata in Croazia, in nuova edizione in Slovenia e nuovamente a Trieste.
Negli anni del dopoguerra la casa dei Grbec divenne un piccolo centro culturale del villaggio che si apprestava a diventare sobborgo della città, attirando diversi artisti sloveni del circondario (da Trieste i letterati Josip Ribičič e Albert e Karel Širok, i pianisti Srečko Kumar e Gita Bortolotti, i violinisti Mirko Logar e Ivan Karlo Sancin, la cantante Avrelija Sancin e i compositori Breda Šček e Karol Pahor; da Gorizia il musicista Marij Kogoj, da Tomaj il letterato Stano Kosovel con la sorella Karmela, pianista, ed il fratello, Srečko).
Tra le prime esecuzioni ufficiali di Grbec dovrebbe esserci quella del 20 maggio 1919 per la serata letteraria e musicale della Slovanska čitalnica a Trieste. Il 15 dicembre 1921 si tenne a Servola un'importante serata dedicata a Ivan Cankar, con concerto di Grbec e Marij Kogoj, e la partecipazione di Milan Skrbinšek.
Nel 1921 assieme a Srečko Kumar costituì il Coro misto dell'"Unione dei circoli dei maestri jugoslavi della Venezia Giulia", che raccoglieva componenti da Trieste, da Gorizia, dalla Carniola Interna e dall'Istria e che ebbe una nutrita serie di concerti nel Litorale ed andò in tournée in Italia. L'Unione pubblicò raccolte di musica ed organizzò dei corsi, con la collaborazione di Grbec e Kumar, fino al suo scioglimento con decreto del prefetto di Trieste nel 1926. Per finanziare le attività del coro l'Unione raccoglieva il contributo di 800 suoi associati.
Fino al 1928 scrisse per diversi giornali e riviste sloveni di Trieste; nei suoi pezzi troviamo anche critiche aspre verso le scelte artistiche e l'immobilismo politico e organizzativo delle istituzioni musicali triestine
Rimasto senza cattedra dal 1926, si arrangiò con lezioni private. Nel frattempo lo spazio sociale e culturale triestino si restrinse sempre più: vennero chiuse d'ufficio le associazioni, la stampa e le scuole slovene, mentre gli insegnanti vennero trasferiti nel resto d'Italia; molti scelsero di emigrare nel Regno di Jugoslavia e anche Grbec - pur ritardando più possibile questa decisione - nel 1932 si trasferì a Zagabria. Qui frequentò l'Accademia di musica e nell'anno scolastico 1933/34 assieme a Srečko Kumar iniziò a pubblicare la rivista di musica giovanile Grlica, che riunì gli artisti ed i pedagoghi di tutta la Jugoslavia con i quali innalzò la qualità del canto giovanile. Dopo due anni la rivista sospese le pubblicazioni, quando Grbec dovette lasciare Zagabria per lavorare in piccole scuole della Croazia. A Vukovar (1934/35) e a Borovo (1936/37) tenne una scuola di musica, nel 1938 andò a Bakar come maestro di banda.
Nel 1939 tornò a Trieste. Con la fine della guerra riunì un coro di voci bianche, con il quale partecipò ai programmi radiofonici. Intensificò così il suo impegno nella composizione di musica per bambini. Il 16 ottobre 1945 venne richiamato all'insegnamento, come preside della scuola di Servola, dalla quale venne però licenziato l'11 luglio 1946 (non si hanno notizie sul motivo, probabilmente per dissidi con il Governo Militare Alleato sull'organizzazione scolastica). Viene riattivato all'insegnamento il 1º maggio 1947 a S. Giuseppe della Chiusa, poi ritornò ad insegnare a Servola (dal 1º ottobre 1947) e poi a S. Anna (dal 4 febbraio 1949), dove fu anche amministratore scolastico fino alla pensione (1954).
In questi anni lavorò anche presso la Scuola di musica Glasbena Matica di Trieste, alla quale rimproverò nuovamente l'inadeguatezza artistica ed organizzativa. Furono critiche veementi, alle quali seguì il suo abbandono della scuola di musica triestina nel 1948.
Lavorò allora intensamente per la radio e scrisse diverse composizioni in collaborazione con poeti e su ispirazione delle loro poesie (France Prešeren, Oton Župančič, Karel Destovnik-Kajuh, Srečko Kosovel), collaborando anche con la rivista di Lubiana Grlica, che rilevò nel 1953 l'eredità della sua rivista omonima di vent'anni prima.
Nel 1954 andò in pensione. In quell'anno pubblicò una Raccolta di musiche e fondò la rivista infantile Galeb, che esce tuttora, da lui diretta fino alla morte.
Continuò a comporre fino agli ultimi anni, rivolgendosi anche a temi sacri. Per molti anni si dedicò alla cantata per baritono e orchestra "Mornar", da lui considerata il momento più alto della sua attività.
La sua produzione musicale comprende complessivamente 35 lieder, 11 brani per pianoforte, 117 pezzi per coro di cui 82 per coro infantile, 6 opere per bambini, 4 cantate.
Il 1 giugno 1980 venne intitolata a suo nome la Scuola Elementare Statale con lingua d'insegnamento slovena di Servola, nel cui cortile si trova un busto a lui dedicato, opera dello scultore Zdenko Kalin. Porta il suo nome anche il locale Circolo Culturale sloveno, nonché il Coro Femminile dello stesso.

## Opere
- V kraljestvu palčkov, Lubiana 1922
- Sonatina po srpskih narodnih temah, Zagabria 1933
- Palčki, Lubiana 1953
- Pesmarica, prvi del, Trieste 1954
- Samospevi za visok glas in klavir, 1. zvezek, samospevi na besedilo Otona Župančiča, Lubiana 1968
- Samospevi za visok glas in klavir, 2. zvezek, Lubiana 1968
- Ljudske pesmi, Trieste, 1971